# AIK
 For alternative betydninger, se AIK (flertydig). (Se også artikler, som begynder med AIK)
Almänna Idrottsklubben er en svensk idrætsforening fra Stockholm-forstaden Solna. Fodboldholdet i klubben (AIK Fotboll) spiller i den bedste svenske række, Allsvenskan.